# 法蘭西斯科·德·奧雷亞納

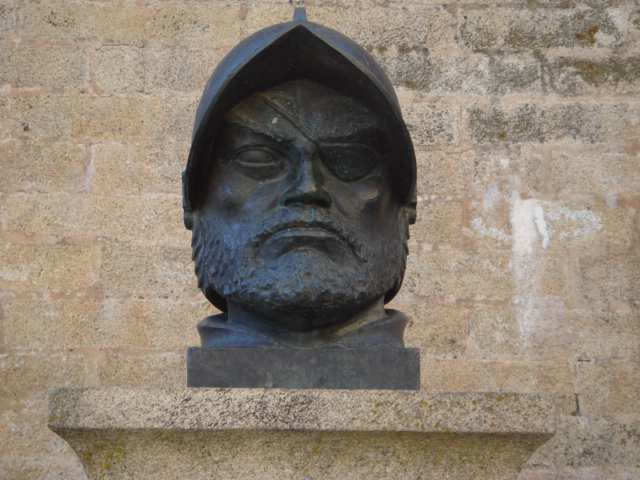
法蘭西斯科·德·奧雷亞納

法蘭西斯科·德·奧雷亞納（西班牙語：Francisco de Orellana；1511年—1546年11月）是西班牙征服者，第一个全程航行亞馬遜河的人。
1542年奧雷亞納在現在的亞馬遜河流域探險時被印第安人攻擊，以為遇到了希臘神話中的亞馬遜女戰士，而將大河命名為亞馬遜河。

## 外部連結
- （西班牙文） "Francisco de Orellana: descubriendo el gran río", article in viajeros.com （页面存档备份，存于）
- Natal home of Francisco de Orellana. Discoverer of the Amazon River. （页面存档备份，存于）
- The Secrets of El Dorado and the Magic of Terra Preta （页面存档备份，存于）